# Pergagrapta bella
Pergagrapta bella – gatunek błonkówki z rodziny Pergidae, gatunek typowy rodzaju Pergagrapta.

## Taksonomia
Gatunek ten został opisany w 1841 roku przez E. Newmana pod nazwą Perga bella. Jako miejsce typowe podał on południowoaustralijskie miasto Adelaide; holotyp, nieznanej płci, zaginął. W następnych latach był on opisywany pod nazwami Perga foersteri Westwood, 1880 (miej. typ. Australia, syntypem była samica), Perga divaricata Kirby, 1839 (miej. typ. Melbourne, syntypami były samiec i samica), Perga rubripes Rohwer, 1910 (miej. typ. Tasmania, holotypem była samica) i Perga montana Forsius, 1935 (miej. typ. Wentworth, holotypem był samiec). Dwie pierwsze nazwy zsynonimizował Morice w 1919, zaś dwie pozostałe R. Benson w 1939. W tym samym roku Benson przeniósł ten gatunek do rodzaju Pergagrapta oraz opisał go pod jeszcze trzema nazwami: Pergagrapta nigra, Pergagrapta rohweri i Pergagrapta rossi. Zsynonimizował on te nazwy w roku 1958.

## Zasięg występowania
Australia, występuje w stanach Australia Południowa, Nowa Południowa Walia, Wiktoria, oraz na Tasmanii.

## Biologia i ekologia
Roślinami żywicielskimi są drzewa Corymbia gummifera, Eucalyptus amygdalina, Eucalyptus pauciflora, Eucalyptus piperita i eukaliptus rózgowaty z rodziny mirtowatych.